# هالب
هالب هي بلدة تقع في براندنبورغ،ألمانيا.

## الجغرافيا
تقع المدينة في منطقة مستجمعات المياه الأوسع لنهر داما.

## التاريخ

### القرنان السادس عشر والسابع عشر
تم ذكر هالبي لأول مرة في 22 يوليو 1546 في خطاب إقطاعي.

### القرن الثامن عشر
حوالي عام 1750 بنى هانز إرنست فون شليبن قصرًا في بريسن.

### القرن التاسع عشر
في عام 1822 تم إنشاء مدرسة مجانية في بريسين تم تمويلها من قبل مؤسسة تم إنشاؤها في عام 1817 من قبل الشاعر فيلهلمين فون شليبن، حوالي عام 1850 تم العثور على شظية برونزية محفوظة بشكل غير كامل من القرن الثالث الميلادي، في عام 1858 كان هناك 17 مالك مزرعة مع 20 خادمًا وخادمة، كان هناك أيضًا عشرة مزارعين بدوام جزئي و28 عاملاً.، في عام 1860 كان هناك مبنيان عامان و28 مبنى سكني و49 مبنى تجاري، في منتصف القرن التاسع عشر تم إنشاء العديد من شركات صناعة الطوب ومعالجة الأخشاب في المنطقة.

### القرن العشرون
في عام 1900 كان هناك 85 منزل  وفي غضون 35 عامًا تضاعف عدد السكان ثلاث مرات: في عام 1875 كان هناك 426 نسمة فقط في المدينة وفي عام 1910 كان هناك1221 نسمة، كان هناك أيضًا ما يصل إلى 800 عامل موسمي، خلال هذا الوقت، أقام السكان عددًا كبيرًا من المباني الجديدة بما في ذلك المحلات التجارية، من عام 1910 إلى عام 1913 تم بناء القصر الجديد في بريسين وبعد نهاية الحرب العالمية الأولى ازدهرت حركة الرحلات إلى البلدة،
ارتفع عدد المباني إلى 140 مبنى سكني في عام 1931 وفي عام 1939 لم يكن هناك سوى مزرعتين كبيرتين تتراوح مساحتهما بين 20 و100 هكتار، كانت هناك أيضًا أربع ممتلكات تتراوح مساحتها بين 10 و20 هكتارًا وتسعة ممتلكات تتراوح مساحتها بين خمسة وعشرة هكتارات وهناك 68 مزرعة أخرى تبلغ مساحتها فقط 0.5 إلى 5 هكتارات،
في عام 1945 تمت مصادرة 47 هكتارًا من غابات الدولة وتقسيمها، استقبل أربعة من صغار المزارعين ما مجموعه أربعة هكتارات وحصلت 18 مزرعة على 35 هكتارًا وحصلت مزرعة واحدة على ثمانية هكتارات، من عام 1945 إلى عام 1948 كان القصر مقرًا للقيادة السوفيتية.